# Selo dos Estados Confederados da América
Selo dos Estados Confederados da América era o selo oficial do governo intitulado Estados Confederados da América, usado pelos onze estados que declararam a sua separação dos Estados Unidos, levando o país à Guerra Civil Americana em 1861.
No selo aparece George Washington montado a cavalo, na mesma posição de uma estátua dele em Richmond (Virgínia). Rodeando Washington está uma grinalda, feita de alguns dos principais produtos agrícolas dos Estados Confederados, como o trigo, o milho, o tabaco e o algodão. Na margem do selo, a legenda; "Estados Confederados da América: 22 de Fevereiro de 1862" e o lema; Deo Vindice ("Sob Deus, nosso Vindicador"). A data no selo representa a eleição de Jefferson Davis após as primeiras e únicas eleições gerais. É também a data de aniversário de George Washington.
O selo foi concebido pouco antes do fim da Confederação, nunca chegando a ser usado em nenhuma ocasião oficial.